# Antoine Boësset
Pour les articles homonymes, voir Boësset.
Antoine Boësset, sieur de Villedieu, est un compositeur français né à Blois, baptisé le 24 février 1587 et mort à Paris le 8 décembre 1643. Il domine la vie musicale à la cour de France durant la première moitié du XVIIe siècle.

## Biographie

### Famille
Il est baptisé le 24 février 1587 à l’église Saint-Solenne de Blois, fils d’Antoine Boësset, drapier mort en 1593, et de Marie Le Bel [Lebel, Lebert], habitants de Blois. Sa mère était blésoise, son père peut-être originaire du Maine. Les conditions de son apprentissage musical ne sont pas connues.
Le 16 février 1613, il signe son contrat de mariage avec Jeanne Guédron, fille de Pierre Guédron, surintendant de la musique de la Chambre du roi. Les témoins sont Jacques Borace, cousin et secrétaire de la chambre du roi et François de Lormy, valet de chambre ordinaire du roi. Il est déjà sieur de Villedieu.
À la mort de son beau-père en 1621, Antoine Boësset et sa femme renoncent à sa succession au profit de ses autres enfants
On connaît plusieurs quittances signées de sa main, de même de nombreux actes de constitution de rente, passés entre 1623 et 1643. Ces nombreuses rentes montrent qu'il a disposé d'une fortune importante, pouvant prêter de l'argent à de nombreuses connaissances. Certaines de ces rentes seront closes par ses enfants, au nom de leur mère.
Antoine Boësset est inhumé le 10 décembre 1643, en l’église du couvent des Saints-Martyrs de Montmartre. Son inventaire après décès révèle pour plus de 20 000 livres tournois de biens meubles, de nombreux papiers traitant notamment de rentes sur les gabelles, sur la ville de Paris ou constituées par des particuliers, et des contrats de mariage. Sa veuve obtient de disposer et décorer la chapelle Notre-Dame de la Foi de l'église du couvent pour y disposer le corps de son mari, et à l'avenir le sien et ceux des membres de sa famille. En 1644, elle achète un terrain rue de Richelieu et y fait bâtir deux maisons qu'elle loue ensuite.
Antoine laisse cinq enfants, dont certains sont encore mineurs et placés sous la tutelle de Jacques Borace. Sa femme Jeanne meurt le 8 novembre 1666 ; en 1665 elle demeurait rue Montmartre, paroisse Saint-Eustache.
Ses enfants sont :
- Jean-Baptiste dit aussi Jean, baptisé en février 1614, musicien et compositeur, élève de son père.
- Jacques, né après février 1629 (il est encore mineur en février 1654), baptisé le 6 novembre 1632 à Saint-Eustache. Filleul de Jacques Borace cité plus haut, il est dit écuyer, sieur de Saint-Romain dans deux actes de 1651 et 1652. Probablement apprauvi, il vend entre 1657 et 1674 des rentes héritées de son père. Il épouse Antoinette Le Fèvre, et meurt en 1683.
- Antoine III, né en 1635, qui embrasse la carrière militaire et reprend le titre de sieur de Villedieu lorsqu’en 1647 son aîné l’abandonne pour celui de seigneur de Dehault. En décembre 1651 il est enseigne au régiment de Picardie et en octobre 1664 aide de camp au siège de Jijel (Djidjelli, Gigery) sur la côte mauresque (Algérie). Il est amant de Marie-Catherine Des Jardins, dite Madame de Villedieu et leur liaison houleuse défraie la chronique[14]. Le 5 février 1667, il est dit capitaine au régiment de Picardie[15] ; il est tué au siège de Lille le 25 août suivant.
- Claire, baptisée le 29 décembre 1614, filleule de Pierre Guédron, mariée à Nicolas de Beaufils, fils de défunt Geoffroy de Beaufilz, gentilhomme ordinaire de la chambre du roi et gouverneur des ville et château de Vendôme et de défunte Madeleine de Verdun[16], écuyer seigneur de Jumeaux, morte avant lui et sans enfant.
- Françoise, non mariée.

Tant Antoine que sa femme Jeanne ont été parrain et marraine de nombreux enfants de couples amis ou liés, entre 1619 et 1664. On relève des liens avec les familles du compositeur Eustache Picot, du chantre Jean Pavie, du musicien du roi Charles Saumureau, du surintendant Paul Auget, dont il est témoin de mariage.
En 1616, Boësset demeure rue de l'Arbre-sec. En 1623, il demeure rue de la Courterie paroisse Saint-Eustache, en 1629 rue Coquillère, en 1632 rue de Grenelle (actuellement rue Jean-Jacques Rousseau) et en 1643 rue Vivienne. Le 22 décembre 1628, Boësset loue pour 6 ans une maison à Saint-Germain-en-Laye à Jean Lemoyne, procureur au siège royal dudit lieu.

### Carrière
Il est bien possible que le jeune Antoine ait fait son apprentissage de la musique dans une maîtrise de Blois ou de Tours. On sait en revanche que les premiers liens de Boësset avec la cour ont été tissés du temps de Henri IV. Toutefois rien de précis ne subsiste sur ces premières années. Ses premiers airs paraissent sous forme anonyme dans des recueils de Pierre I Ballard, dès 1606, et ses premiers airs signés paraissent en 1614.
Le jour de son mariage (16 février 1613), Antoine achète pour 9000 lt à son beau-père Pierre Guédron sa charge de maître des enfants de la musique de la Chambre du roi. Il n’en paye que 3.000 lt, la dot de sa femme étant de 6.000 lt, et dès 1614 il a l'occasion de travailler pour les ballets de cour.
Le 14 février 1617, il signe avec les surintendants, maîtres des enfants et chantres de la musique de la chambre du roi une procuration visant à soutenir Fiacre de Mortier, chantre ordinaire de la musique de la Chambre et de la Chapelle du roi et chanoine de l'église Saint-Quentin.
Il devient maître de la musique de la reine en 1617, par semestre, en alternance avec Gabriel Bataille. Paul Auget achète également des charges de la même maison. L’attribution des charges de la maison de Marie de Médicis ayant donné lieu à des malversations, il sera interrogé en même temps qu’eux sur les circonstances de ces attributions, à l’occasion du procès de Léonora Dori, dite Galigaï.
Il reçoit le 18 février 1620 une charge de secrétaire ordinaire de la chambre du roi, en sus de ses deux charges de maître de musique.
Le 11 septembre 1621, Boësset signe un traité avec Jean Pavye, chantre et valet de chambre de la reine, pour lui acheter sa charge de chantre, mais le traité est annulé le 15 novembre suivant.
Après la mort de Guédron (peu avant le 9 juillet 1620), Boësset achète pour 9000 lt à la veuve de Michel Fabry la charge de surintendant de la musique du roi par semestre et en alternance avec Henry Le Bailly, charge qu’il conserve jusqu’à sa mort, de même que celle de maître de la musique de la Chambre du roi. Le semestre de janvier est le plus prestigieux, puisque les principaux ballets de cour sont joués au carnaval.
En 1634, il reçoit encore une charge de conseiller et maître d’hôtel ordinaire du roi.
C’est probablement en 1636 qu’il transmet à son fils Jean-Baptiste de Boësset la survivance de sa charge de maître de musique de la Chambre. À partir de 1636, Jean-Baptiste touche parfois une partie des gages de son père, ce qui indique qu’il a pu le remplacer à plusieurs reprises, comme d’ailleurs le signale un codicille de son testament. Cependant, le testament d’Antoine révèle que la charge de surintendant de la musique du roi était tout d’abord destinée à son fils Jacques jusqu’à ce qu’il atteigne 22 ans, mais rachetable par Jean-Baptiste ensuite, ce dernier devant en retour lui céder celle de maître de la musique de la Chambre. Mais il n’en sera rien, Jean-Baptiste devenant surintendant au lendemain de la mort de son père.

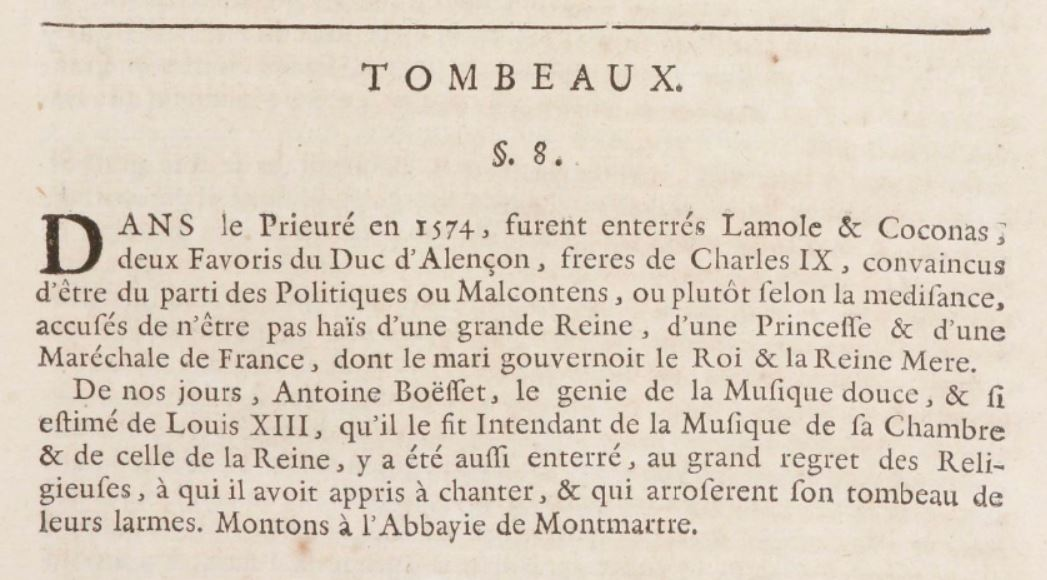
Extrait des Antiquités de Paris de Henri Sauval (1724) : vol. I p. 353.

Antoine est aussi maître de musique des Dames de l’abbaye bénédictine de Montmartre. De là, sans doute, l’origine des pièces religieuses qui figurent dans le Recueil Deslauriers, écrites pour des voix de femme.

### Réception
Il fut en relation avec René Descartes, Marin Mersenne (qui le cite comme un maître de l'ornementation vocale et un exemple à suivre par tous les jeunes musiciens) et Constantijn Huygens. Il fut un des précurseurs de la basse continue en France.

## Œuvres
L’œuvre de Boësset est considérable et a concerné des formes multiples, tant profanes (airs de cour, airs de ballet) que sacrées (messes, motets, magnificats) ou spirituelles. Il est un des trois compositeurs majeurs du premier âge de l’air de cour, situé chronologiquement entre les deux autres (Pierre Guédron et Étienne Moulinié). De 1608 (date de la première apparition d’un air de sa main dans un recueil de Pierre I Ballard) à 1643, sa production dans ce genre est intense (presque 200 airs à quatre et cinq voix, beaucoup d’entre eux aussi réduits pour voix et luth), et de grande qualité tant pour l’inspiration mélodique que pour la richesse harmonique. Son traitement des textes leur confère souvent une valeur dramatique, une expressivité variée sinon contrastée.

### Les airs de cour polyphoniques

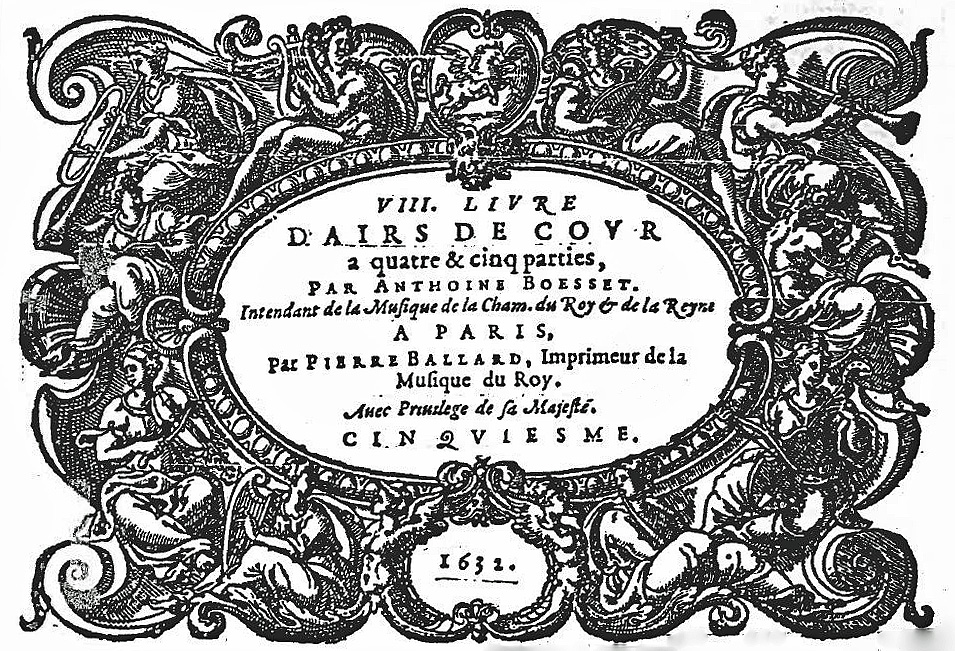
Page de titre du Huitième livre des airs de Boësset (Paris, 1632). (c) Paris BNF.

À partir de 1617, Boësset publie chez Pierre I Ballard une collection de neuf livres d’airs à 4 et 5 voix :
- Airs de cour à 4 et 5 parties [Premier livre]. Paris, Pierre I Ballard, 1617. 5 vol. 8° obl. RISM B 3272, Guillo 2003 n° 1617-C.

Contient 24 airs, dont un air de ballet, un dialogue et un air espagnol. Dédicace au roi Louis XIII.

- Arme toy ma raison. p.23
- Buvons à longs traits de ces eaux. p.18
- C'en est fait, ô Cloris. p.12
- Grands Soleils des François. p.1
- J'avois brisé mes fers. p.6
- Je voudrois bien, ô Cloris. p.2
- Ils s'en vont ces roys de ma vie. p.10
- Le mal qu'on ose descouvrir. p.13
- Lors que je suis auprés de vous. p.3
- Ne dois-je donc plus esperer.p.20
- O ! mort, l'objet de mes plaisirs. p.8
- Puis qu'en cette absence. p.14
- Princesse dont la gloire. p.19
- Puis que tout m'est si contraire. p.21
- Qu'on servy tant de pleurs. p.9
- Que sous le concert des oyseaux. p.11
- Que ne laisse un bel œil vainqueur. p.15
- Que d'espines, Amour. p.16
- Seul objet de mon bien. p.4
- Tu es donc du tout sans clairté. p.22
- Un berger soûpiroit ses peines. p.7
- Una Musiqua leden. p.25
-  Cachez beaux yeux. p.5
- Hola Caron, vien-tost icy. p.24
- Second livre d'airs de cour à 4 et 5 parties. Paris, Pierre I Ballard, 1620. 5 vol. 8° obl. RISM B 3274, Guillo 2003 n° 1620-C.

Contient 18 airs, dont 5 airs de ballet. Dédicace à la reine Anne d'Autriche.
- Cessez ô divine beauté
- C'est la raison belle Cypris.
- C'en est fait je voy bien Amour.
- Changerez-vous toûjours Bergere.
- Esprits les plus ambitieux.
- Je serois privé de jugement.
- Il est vray que les appas.
- Ne vante point flambeau des Cieux.
- Philis vous avez tant d'appas
- Qui vid jamais amant.
- Quelle colère des Cieux.
- Si mon cœur autrefois.
- Si l'amoureuse flesche.
- En la guerre consiste les plaisirs.
- A ce coup valeureux fils de Mars.
- Allons, allons porter nos pas.
- Tu vois icy grand Roy.
- Sus couronnez vostre chef.

- Troisième livre d'airs de cour à 4 et 5 parties. Paris, Pierre I Ballard, 1621. 5 vol. 8° obl. RISM B 3276, Guillo 2003 n° 1621-C.

Contient 14 airs, dont 11 airs de ballet. Dédicace à Charles d'Albert, duc de Luynes.

- Quel soleil hors de saison.
- Quels doux suplices.
-Quelles beautez, ô mortels.
- Grand Roy, l'honneur des Roys.
- Le servage des grands dieux.
- François reverez les dieux.
- Quelle merveilleuse avanture.
- Allez & vous cachez sous l'onde
- Mortels, mettez fin à vos larmes.
- Allons de nos voix.
- La terre s'esmaille de verd.
- Amants qu'un vain espoir.
- Fut il jamais.
- Si c'est un crime que de l'aymer.
- Quatrième livre d'airs de cour à 4 et 5 parties. Paris, Pierre I Ballard, 1624. 5 vol. 8° obl. RISM B 3278, Guillo 2003 n° 1624-C.

Contient 28 airs, dont 14 airs de ballet et 1 air espagnol. Dédicace au roi Louis XIII.
- A la fin cette bergere.
- Celle qui tient ma franchise.
- Cruel tyrant de mes désirs.
- Frescos ayres d'el prado.
- Heureux séjour de Partenisse.
- Je sers de l'œil & du penser.
- Iris vos rigueurs inhumaines.
- La voyci la saison, la saison.
- L'excez d'un amoureux martire.
- Puis qu'il est vray.
- Puis que ce dieu vainqueur.
- Quelle est cette merveille.
- Un jour Amarille & Tirsis.
- Quel fort merveille de la terre.
- Grandes Reynes dont la victoire.
- O trop heureux.
- Je ne suis plus cette Junon.
- Bien que je volle.
- O divines Beautez.
- Astres pleins de malheurs.
- Aux volleurs, au secours.
- Ces braves Chevalliers.
- En fin avecques vos chaleurs.
- En sortant de nos froides prisons.
- Vous qui de toutes nos campagnes.
- Quittez, quittez vos campagnes.
- Cinquième livre d'airs de cour à 4 et 5 parties. Paris, Pierre I Ballard, 1626. 4 vol. 8° obl. RISM B 3280, Guillo 2003 n° 1626-C.

Contient 25 airs, dont 12 airs de ballet et un air italien. Dédicace à François de Baradas.
- Dans ce temple ou ma passion.
- Dieux que de beautez.
- D'où vient que l'esmail.
- Doux traits que l'Amour.
- D'un cœur amoureux & fidelle.
- Jamais n'auray-je le pouvoir.
- Je vay mourir dans le moment.
- Je meurs sans mourir.
- Mes yeux ou sont vos pleurs.
- Quoy que mon triste cœur.
- Se vedessi le piague
- Si l'excez de ma passion.
- Sus, sus, honorons ce beau jour.
- Un concert bien mélodieux.
- Amour ravy de vos attraits.
- Les joueurs soûmis a mes loix.
- Il n'est si fameux empirique.
- Qu'on ne me rompre les oreilles.
- Il est vray mes beautez.
- Grandes Reynes dont les yeux.
- Voyci venir quatre Dandins.
- Serrez tost vostre bagage.
- Le Pasteur de Mosle.
- Beautez toutes pleines.
- Bien que nous ayons changé.

- Sixième livre d'airs de cour à 4 parties. Paris, Pierre I Ballard, 1628. 4 vol. 8° obl. RISM B 3282 et 16287, Guillo 2003 n° 1628-D.

Contient 18 airs, dont 8 airs de ballet et 2 airs italiens. Dédicace à Antoine Coëffier de Ruzé d'Effiat.
- En fin les dieux.
- En vain le désir de gloire.
- Faut-il que je quitte.
- O Dieux qui pouroit dire.
- Que servent tes conseils.
- Qu'une beauté pleine d'appas.
- Suis-je pas misérable.
- Attends Philis.
- Le fils aisné de la prudence.
- Amis de Caresme-prenant.
- Plus contents que tous.
- Que d'objets d'amour.
- Bien loin prophanes.
- Suivez nous belles Nymphes.
- Reine que je sers.
- Grands soleils divines beautez.
- Non spiri pieta.
- Dove ne vay crudelle.
- VIIe livre d'airs de cour à 4 et 5 parties. Paris, Pierre I Ballard, 1630. 5 vol. 8° obl. RISM B 3284, Guillo 2003 n° 1630-A.

Contient 14 airs, dont 3 dialogues, dont 2 avec une "basse continue pour les instruments", première apparition de ce terme en France dans une source imprimée. Dédicace au roi Louis XIII.
- VIIIe livre d'airs de cour à 4 et 5 parties. Paris, Pierre I Ballard, 1632. 5 vol. 8° obl. RISM B 3286 et 16326, Guillo 2003 n° 1632-B.

Contient 13 airs, dont 4 de Jean-Baptiste Boësset et 1 air italien. dédicace au cardinal Armand Jean du Plessis de Richelieu.
- IXe livre d'airs de cour à 4 et 5 parties. Paris, Robert III Ballard, 1642. 5 vol. 8° obl. RISM B 3288, Guillo 2003 n° 1642-A.

Contient 39 airs, dont 6 airs de ballet, 3 dialogues et 1 air italien. Dédicace au roi Louis XIII.
La série entière de ces neuf livres est réimprimée entre 1685 et 1689 par Christophe Ballard, probablement à l’initiative de Jean-Baptiste Boësset en 1685 (année de sa mort).
Une part de ces airs provient des ballets de cour dont Boësset a entièrement ou partiellement composé la musique, parmi lesquels :
- Ballet de la Reyne représentant le soleil (1621),
- Ballet des voleurs (1624),
- Ballet des fées de la Forêt Saint-Germain (1626)[40],
- Ballet de la Félicité (1642),
- Ballet des triomphes (1642).

### Les airs pour voix et luth

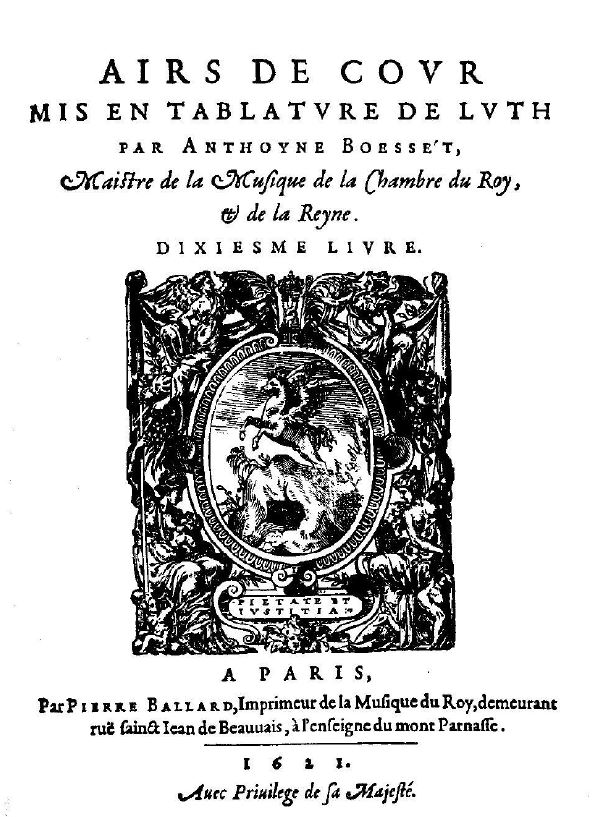
Page de titre du Dixième livre d'airs mis au luth d'Antoine Boësset (1621).

À partir de 1620, Boësset publie une collection de huit livres d’airs mis au luth numérotés de IX à XVI, car il s’agit de la suite d’une collection commencée par Gabriel Bataille en 1608. Ces livres contiennent majoritairement ses propres airs, mais aussi ceux de Pierre Guédron, François Richard, Paul Auget, Gabriel Bataille, Jean-Baptiste Boësset et quelques autres. En fait, ces airs sont les mêmes que les airs polyphoniques, mais sous une forme réduite à une voix, avec l’harmonisation au luth.
- Airs de cour mis en tablature de luth par Antoine Boesset. Neufième livre. Paris, Pierre I Ballard, 1620. 1 vol. 4°. RISM B 3290 et 162011, Guillo 2003 n° 1620-A.

Contient 13 airs de Boësset, dont 4 airs de ballet, avec des airs de Bataille et de Guédron.
- Airs de cour mis en tablature de luth par Antoine Boësset. Dixième livre. Paris, Pierre I Ballard, 1621. 1 vol. 4°. RISM B 3291, Guillo 2003 n° 1621-A.

Contient 23 airs de Boësset.
- Airs de différents auteurs avec la tablature de luth. Onzième livre. Paris, Pierre I Ballard, 1623. 1 vol. 4°. RISM 16236, Guillo 2003 n° 1623-A.

Contient 34 airs, dont 6 airs de ballet.
- Airs de cour avec la tablature de luth d'Antoine Boesset. Douzième livre. Paris, Pierre I Ballard, 1624. 1 vol. 4°. RISM B 3292, Guillo 2003 n° 1624-A.

Contient 22 airs, dont 13 airs de ballet et un air espagnol. Dédicace à la reine Anne d'Autriche.
- Airs de cour avec la tablature de luth, de Antoine Boesset. Treizième livre. Paris, Pierre I Ballard, 1626. 1 vol. 4°. RISM B 3293 et 162612, Guillo 2003 n° 1626-A.

Contient 29 airs, dont plusieurs airs de ballet de Boësset, Richard ou Auget, et un dialogue. Dédicace à Roger II de Saint-Lary, duc de Bellagarde.
- Airs de cour avec la tablature de luth, de Antoine Boesset. Quatorzième livre. Paris, Pierre I Ballard, 1628. 1 vol. 4°. RISM B 3294 et 162811, Guillo 2003 n° 1628-A.

Contient 22 airs de Boësset, Auget ou Richard, dont 8 airs de ballet et 2 airs italiens.
- Airs de cour avec la tablature de luth, de Antoine Boesset. Quinzième livre. Paris, Pierre I Ballard, 1632. 1 vol. 4°. RISM B 3295 et 16327, Guillo 2003 n° 1632-A.

Contient 27 airs, dont 5 de Jean-Baptiste Boësset, 3 dialogues et 1 air italien. Dédicace à Gaspard de Rochechouart, marquis de Mortemart.
- Airs de cour avec la tablature de luth. Seizième livre. Paris, Robert III Ballard, 1643. 1 vol. 4°. RISM BB 3295a, Guillo 2003 n° 1643-B.

Contient 24 airs, dont 6 airs de ballet. Dédicace à Pierre Séguier, chancelier de France.
Les airs de Boësset sont aussi publiés sous une forme plus sommaire, à voix seule, dans la collection des Airs de cour de différents auteurs (huit livres de 1615 à 1628, cf. Guillo 2003 no 1615-B, 1617-B, 1619-A, 1620-B, 1621-B, 1623-B, 1624-B, 1626-B, 1628-B et 1628-C).

### Les airs spirituels
En 1625 paraissent les Odes chrétiennes accommodées aux plus beaux airs à 4 et 5 parties. Ce recueil, dont on ne connaît que la partie de taille, regroupe 27 contrafacta catholiques faits sur des airs de cour de Boësset (11 airs) et de Pierre Guédron (16 airs). Il n’apporte aucune musique nouvelle mais montre que la réputation des airs de ces deux musiciens était telle que l’église catholique n’a pas hésité à les reprendre pour véhiculer des airs spirituels.
Des airs de Boësset sont également utilisés dans les recueils spirituels suivants :
- La Despouille d'Egypte, ou larcin glorieux des plus beaux airs de cour [à 1 v.]. Paris, Pierre I Ballard, 1629. 1 vol. 8°. RISM 1629Modèle:Exp-7, Guillo 2003 n° 1629-B.

Contient 50 airs à 1 voix sur des textes spirituels, dont 25 de Boësset. Dédicace à la reine Anne d'Autriche.
- La Pieuse Alouette avec son tirelire... Valenciennes : Jan Vervliet, 1619 (réimpression en 1635). RISM 16199. Contient 2 airs de Boësset à 1 voix.

### Les airs: autres sources
La grande réputation des airs de Boësset a fait qu'ils se retrouvent dans plusieurs recueils manuscrits ayant valeur d'anthologie ; notamment :
- Paris BNF (Mus.) : VM7 501, avec 59 airs (dépouillés dans Leconte 2018 p. 258-261 et 289-290).
- Paris BNF (Mus.) : RES-VMA-MS-854, avec une quarantaine d'airs de Boësset (dépouillés dans Leconte 2018 p. 257-258 et 289-290).
- Paris BNF (Mus.) : RES-VMA-MS-958, avec une dizaine d'airs de Boësset (dépouillés dans Leconte 2018 p. 261-262 et 289-290).
- Les divers volumes du Corpus Horicke (Bruxelles, c. 1630-1645), pour 9 airs différents apparaissant au total 15 fois.
- Les Recueils de vers mis en chant. Voir le dépouillement fait dans Leconte 2018 p. 252-256 et 277-288.

### Musique sacrée

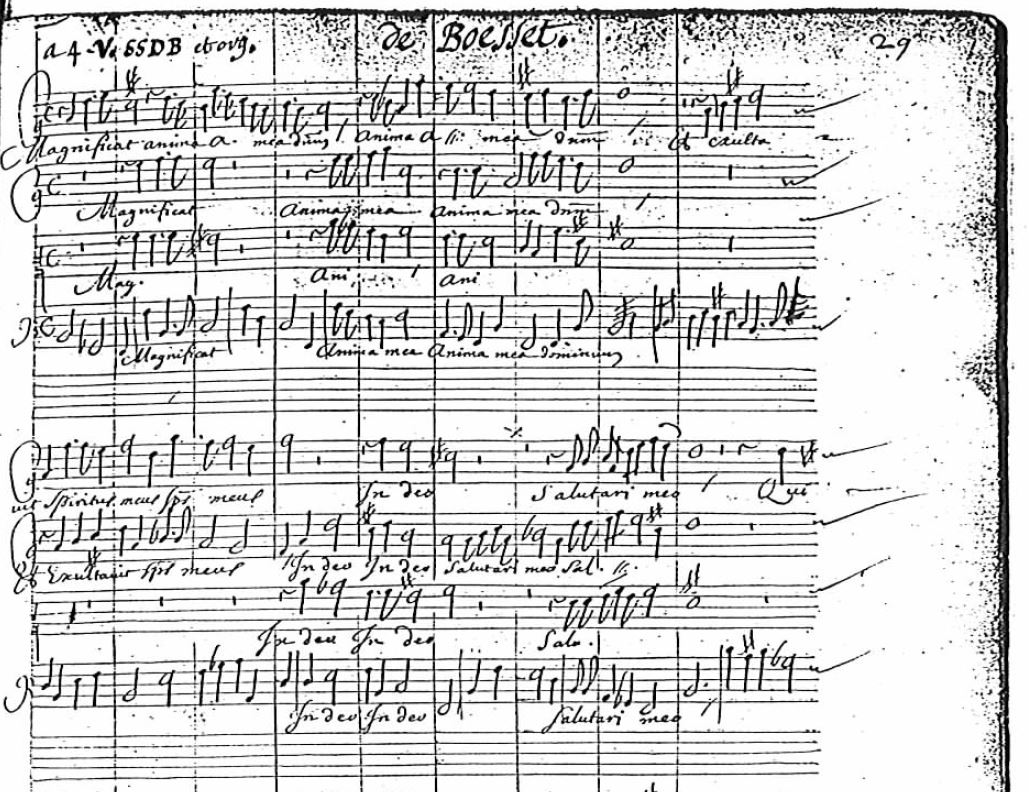
Début du Magnificat de Boësset dans le Recueil Deslauriers (Paris BNF (Mus.) : Rés ms. mus. 871).

Les pièces suivantes, toutes extraites du « Manuscrit Deslauriers » (consultable ici), y sont signées « Boësset ». Il les aurait écrites pour les moniales de l’abbaye bénédictine de Montmartre, vers 1630-1640 environ.
- Messe de Boesset du Tiers à 4 v. (f. 170v-174r)
- Messe à 4 v. du 11e mode (f. 50r-54r)
- Messe à 5 du 3e [ton] transposé (f. 134r-139v)
- Magnificat à 4 v. (f. 29r-30v)
- De profundis à 4 v. (f. 175v)
- Domine salvum fac regem à 4 v. (f. 1v)
- De profundis à 4 v. (f. 56v)
- Anna mater matris à 4 v. (f. 55v-56r)
- Salve regine à 4 v. (f. 54v-56v).

Toutes ces pièces sont publiées dans : Anthoine Boësset, Sacred music. 1 : Motets and hymns. 2 : Canticles, psalms, and masses. Edited by Peter Bennett. Middleton (Wis.) : A-R editions, cop. 2010, 2 vol. Y sont jointes d’autres pièces provenant du même manuscrit, dont l’attribution est plus hypothétique.